# Félix Cortes
Félix Cortes (ur. 5 lipca 1907) – filipiński strzelec, olimpijczyk. 
Brał udział w Letnich Igrzyskach Olimpijskich 1952 (Helsinki); startował w dwóch konkurencjach indywidualnych. W jednej z nich zajął 22. miejsce, a w drugiej uplasował się na 45. miejscu.

## Wyniki olimpijskie
| Igrzyska | Konkurencja                        | Wynik                           | Miejsce    | Źródło |
| -------- | ---------------------------------- | ------------------------------- | ---------- | ------ |
| IO 1952  | Pistolet szybkostrzelny, 25 metrów | 537 punktów (270-267)           | 45 (na 53) | [ 1 ]  |
| IO 1952  | Pistolet dowolny, 50 metrów        | 521 punktów (87-90-84-85-88-87) | 22 (na 48) | [ 2 ]  |